# Too Old to Die Young
Too Old to Die Young è una miniserie televisiva statunitense del 2019 creata da Ed Brubaker e Nicolas Winding Refn, quest'ultimo anche regista di tutti gli episodi.

## Episodi
| Stagione       | Episodi | Prima TV USA   | Prima TV Italia |
| -------------- | ------- | -------------- | --------------- |
| Prima stagione | 10      | 14 giugno 2019 | 14 giugno 2019  |

## Personaggi e interpreti

### Principali
- Martin Jones, interpretato da Miles Teller
- Viggo Larsen, interpretato da John Hawkes
- Diana DeYoung, interpretata da Jena Malone
- Jesus Rojas, interpretato da Augusto Aguilera
- Yaritza, interpretato da Cristina Rodlo
- Janey Carter, interpretata da Nell Tiger Free

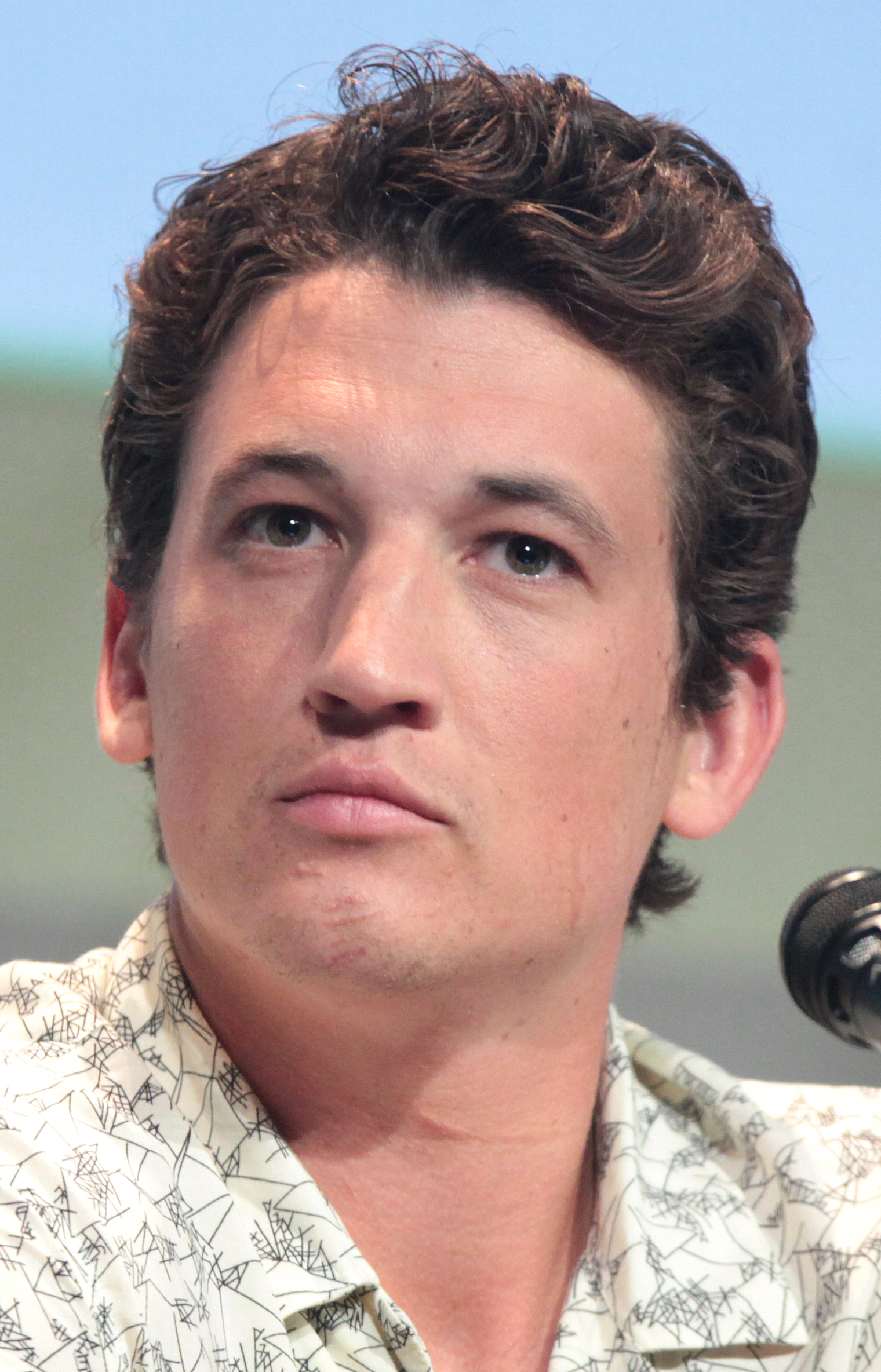
Miles Teller
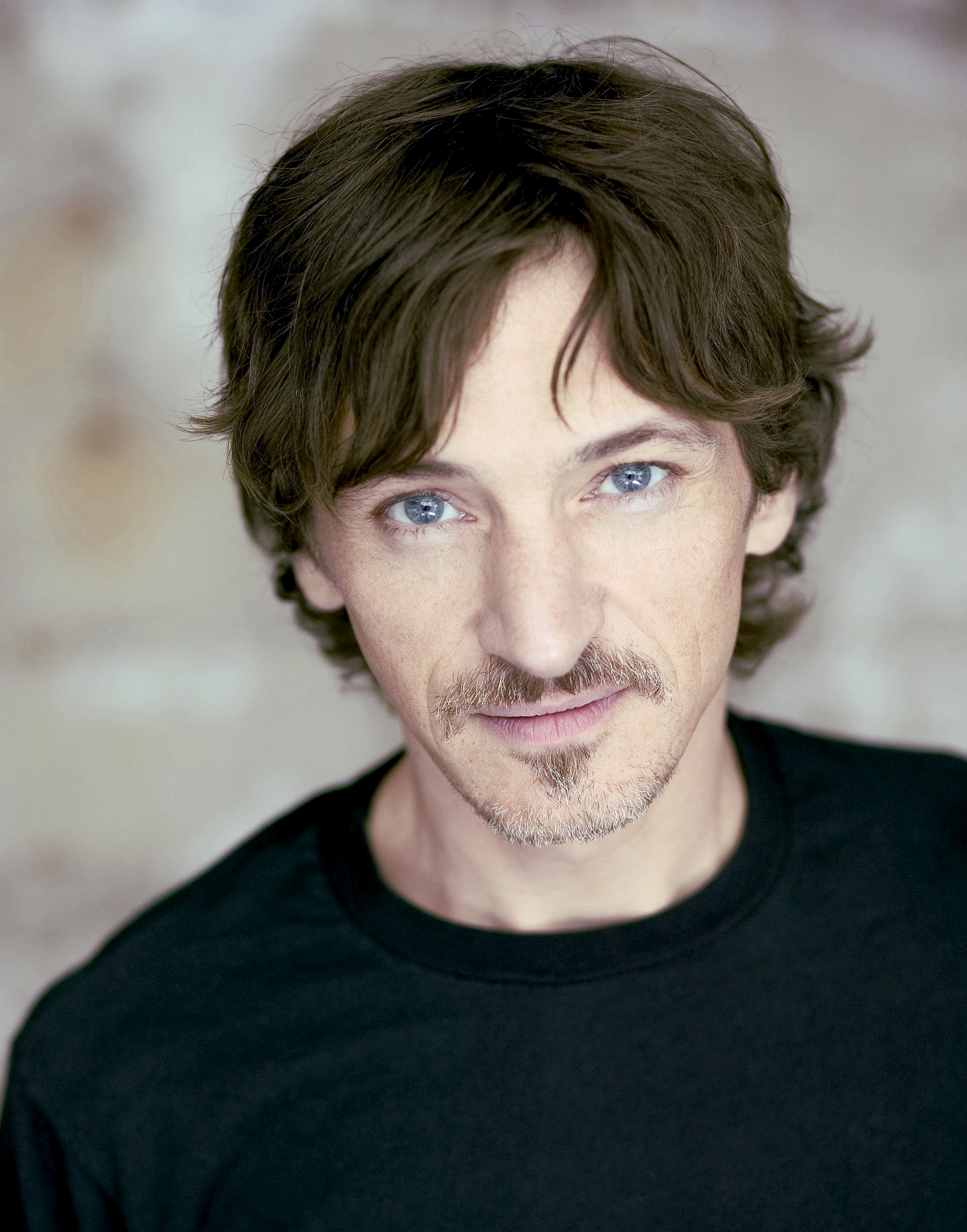
John Hawkes
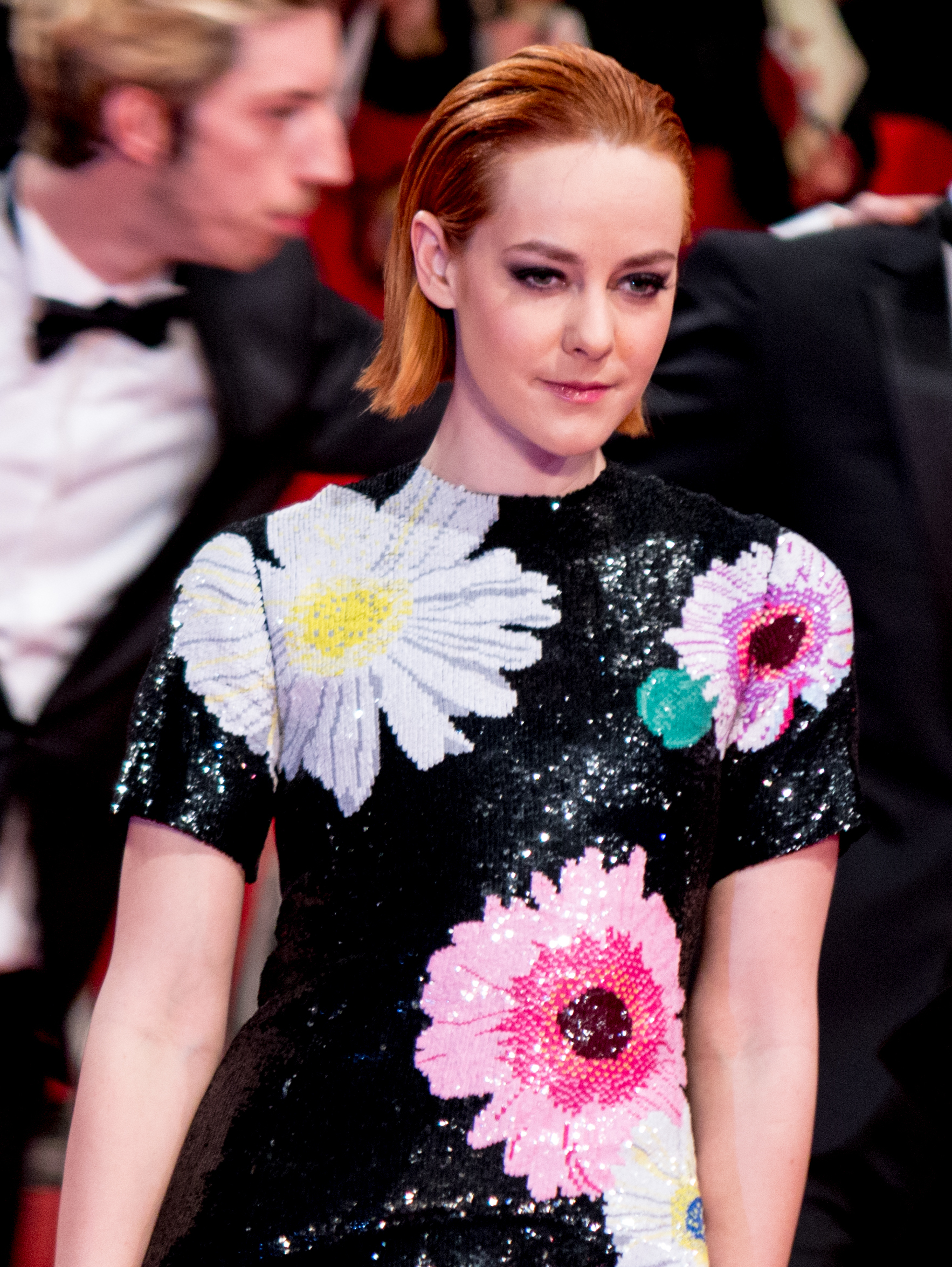
Jena Malone
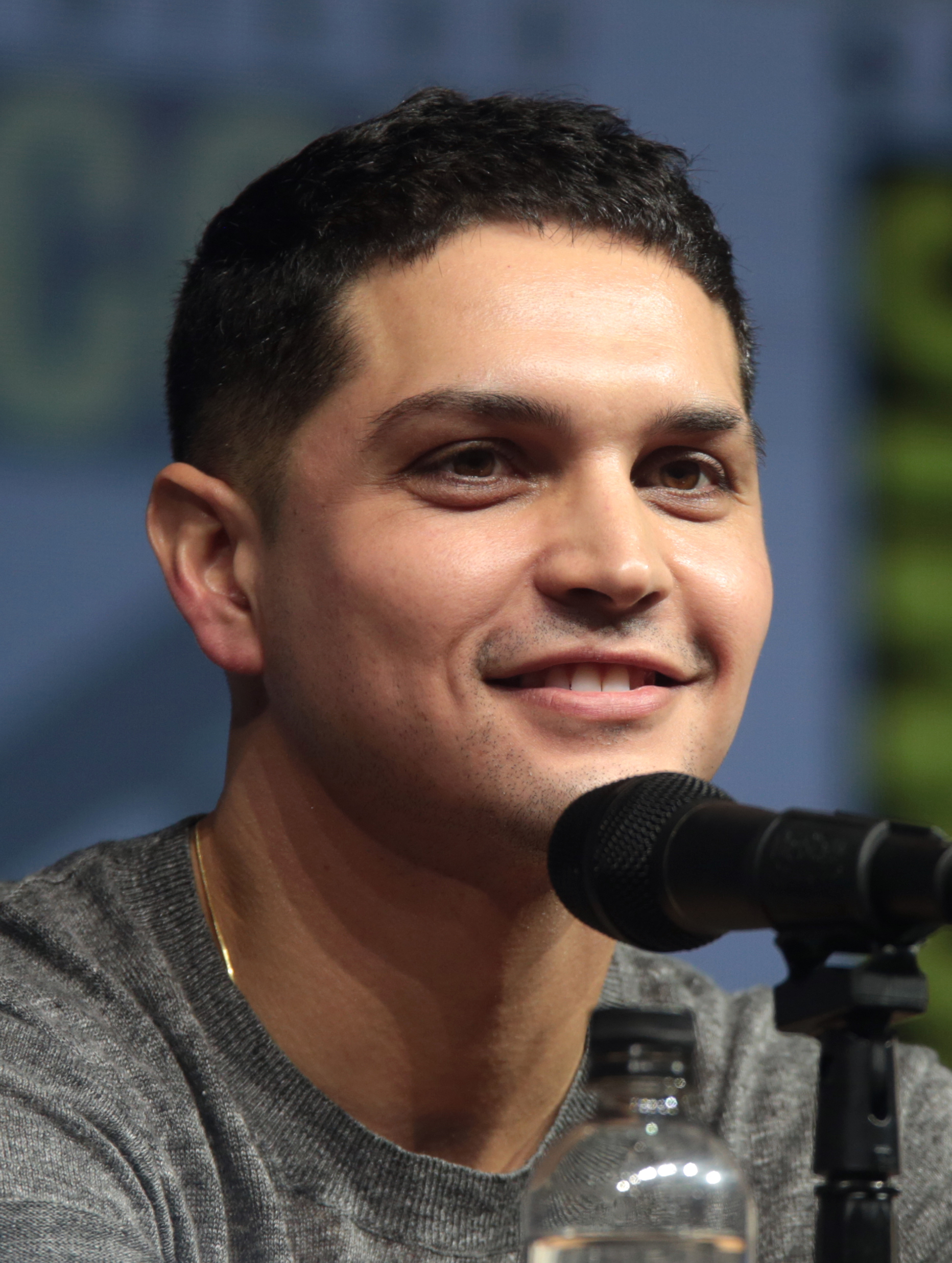
Augusto Aguilera

### Ricorrenti
- William Baldwin
- Celestino, interpretato da Celestino Cornielle
- Janey, interpretata da Nell Tiger Free
- Callie Hernandez
- Damian, interpretato da Babs Olusanmokun
- Magdalena, interpretata da Carlotta Montanari
- tenente, interpretato da Hart Bochner
- Eloise, interpretata da Joanna Cassidy
- assassino, interpretato da Hideo Kojima
- Keith Redford, interpretato da Callan Mulvey

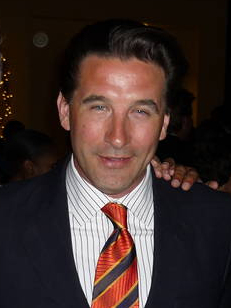
William Baldwin
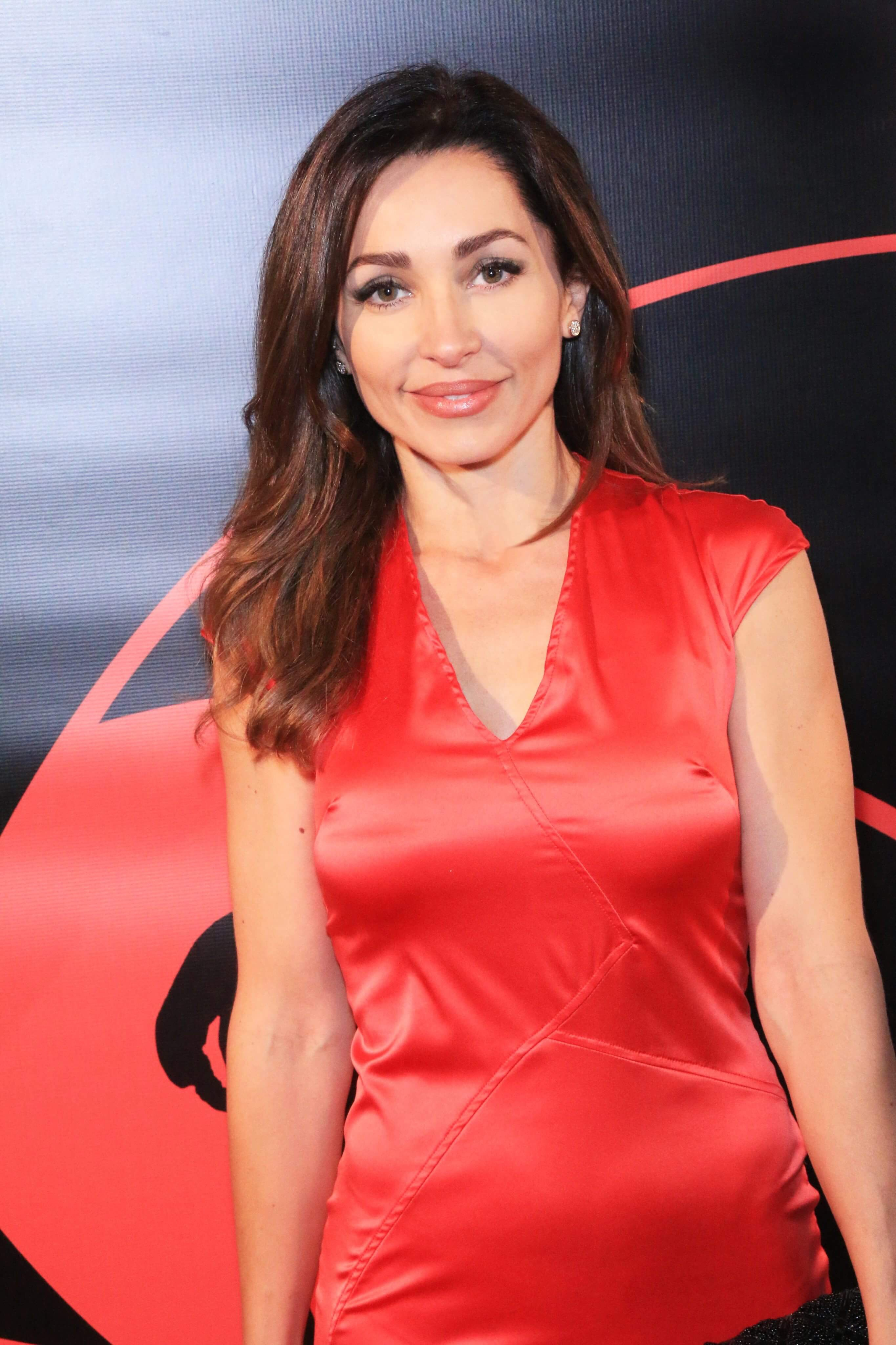
Carlotta Montanari
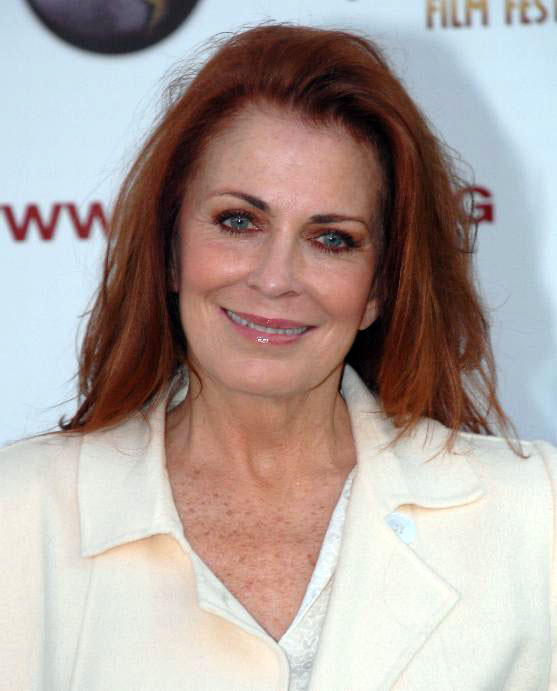
Joanna Cassidy
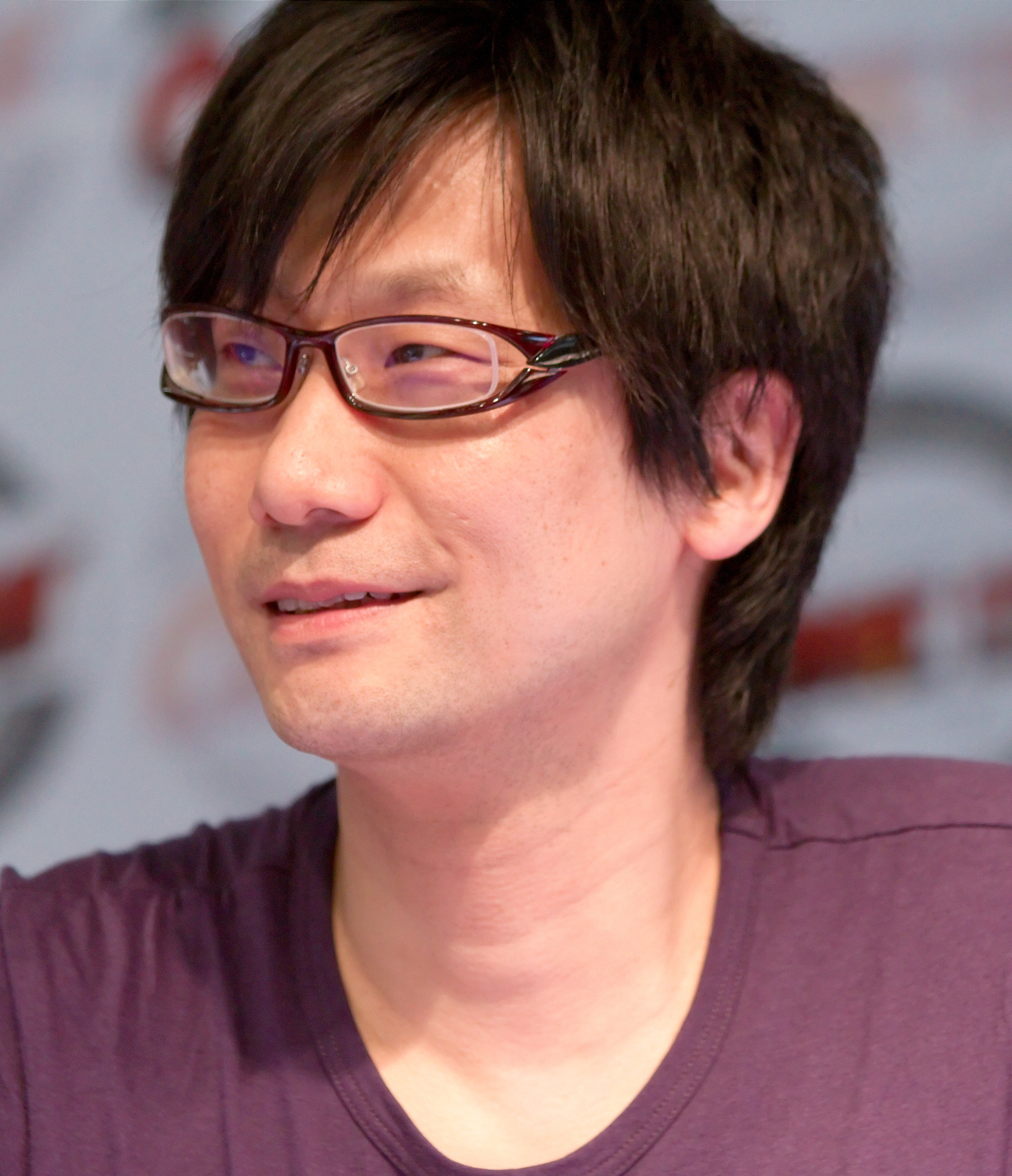
Hideo Kojima
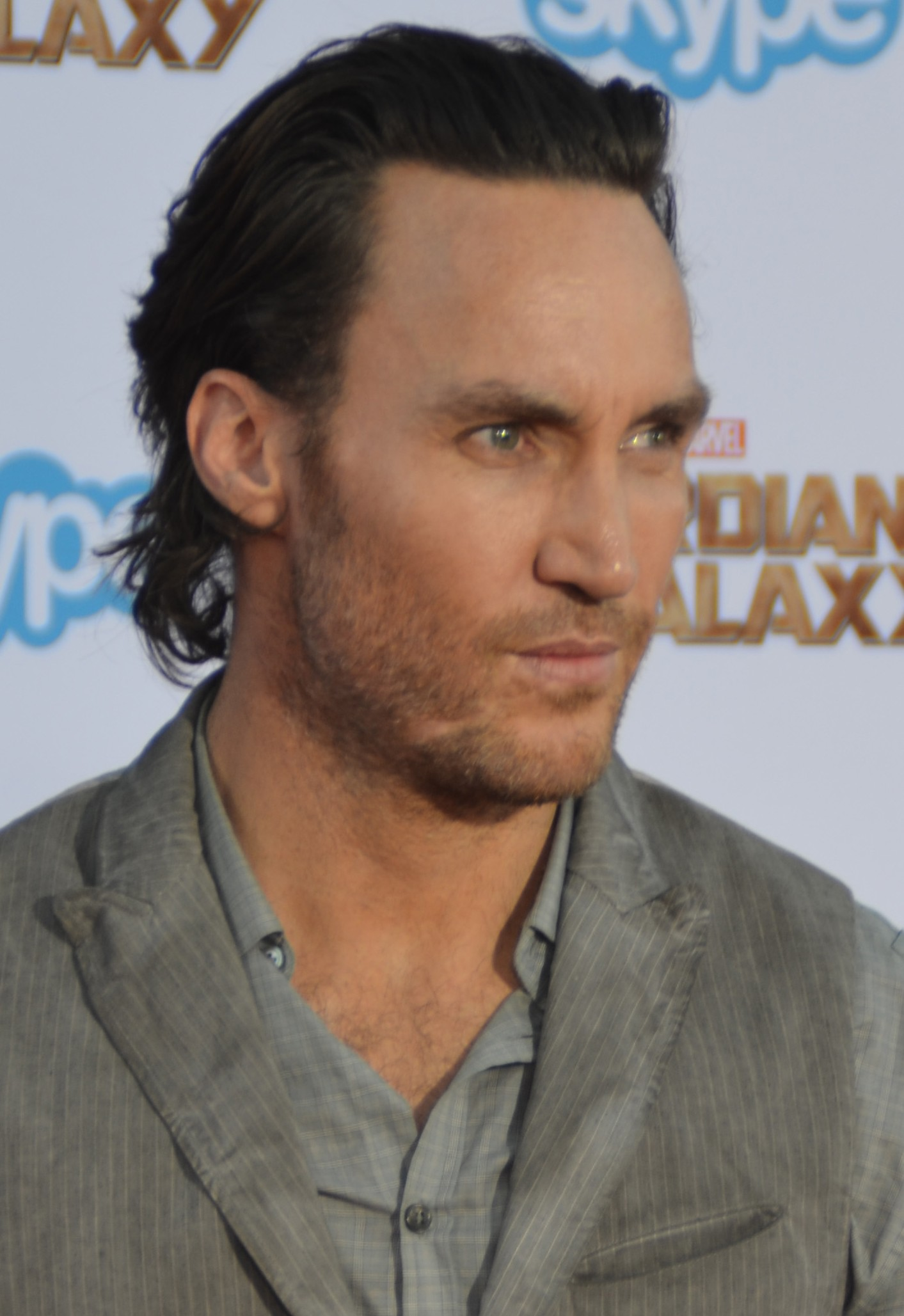
Callan Mulvey

## Produzione
Le riprese della miniserie sono iniziate il 27 novembre 2017 a Los Angeles e sono terminate l'11 agosto 2018.

## Promozione
Il primo trailer della miniserie viene diffuso il 3 aprile 2019.

## Distribuzione
Gli episodi 4° e 5° sono stati presentati in anteprima mondiale al Festival di Cannes 2019 a maggio, successivamente la miniserie è stata distribuita su Prime Video a partire dal 14 giugno 2019.